# Лукуга
Лукуга (фр. Lukuga) — річка в Демократичній Республіці Конго, права притока Луалаби, єдина річка, що витікає з озера Танганьїка. Площа басейну — 244 500 км ².

## Географія
Лукуга випливає з озера Танганьїка на північній околиці Каламіє, центру провінції Танганьїка, і тече вздовж північного краю плато Катанга на захід, впадаючи в Луалабу між містами Кабало та Конголо.

## Гідрологія
Лукуга становить великий інтерес для гідрологів, оскільки обсяг води, яку річка несе з озера, зазнає з часом великих коливань. Річковий стік є найбільшим в травні та найменшим в листопаді, відповідно до сезонних коливань рівня води в озері. Річка дуже чутлива до довгострокових змін клімату, таких як неолітичний субплювіал. З 1965 року стік має тенденцію до збільшення, хоча повний відтік річки Конго в цей же період часу зменшується.
Оскільки весь стік Танганьїки здійснюється через Лукугу, основною притокою може вважатися річка Рузізі.

## Природа
Басейн Лукуги переважно займають екваторіальні вологі джунглі. У річці мешкають багато гіпопотамів та крокодилів, на берегах гніздиться безліч птахів.
Вважають, що Лукуга відносно пізнішого походження, і до її утворення вся витрата води в озері Танганьїка здійснювалася, мабуть, лише за рахунок випаровування.
Науковці висловлюють припущення, що саме через води Лукуги багато видів тварин і риб басейну річки Конго досягли озера та істотно потіснили сформовану в ньому давню та ендемічну фауну.

## Мости
Через Лукугу побудовано 3 мости. Найстаріший — недалеко від витоку, в північній частині Каламіє, є продовженням бульвару Лумумби, що простягається через все місто. Під час президентства Мобуту були побудовані спочатку залізничний міст на ділянці між Кабало та Конголо, а потім автомобільний, який поєданав Конголо з східними районами країни. Частиною цього масштабного проекту повинен був стати ще один автомобільний міст через Лукугу, для чого будувалася шосе в напрямку кордону з Руандою та Бурунді. Але громадянський конфлікт в Конго та друга конголезька війна перешкодили здійсненню цього проекту, траса залишилася незавершеною, а за будівництво мосту так і не взялися, хоча шосе підходить до річки з обох сторін.

## Історія європейських досліджень
Першим припущення про існування річкового стоку з озера Танганьїка висунув Д. Лівінгстон. Першим з європейців витоку Лукуги досяг у травні 1874 року В. Кемерон. Він же встановив, що Лукуга є єдиним стоком Танганьїки. Кемерон спробував також проплисти річкою, з метою встановити, чи впадає вона в Луалабу, але не зміг умовити африканця-провідника, який його супроводжував. Відкриття Лукуги та спроба сплаву по ній Кемерон описав у своїй книзі «Перетинаючи Африку» (англ. Across Africa, 1876.
1879 року чергову спробу пропливти за течією річки зробив Д. Томсон, але вона теж виявилася невдалою через ворожість місцевого населення.
Нарешті, 1882 року комплексне вивчення Лукуги провів німецький дослідник Герман фон Віссман. Свої подорожі він описав у книзі «Усередині Африки» (нім. Im Innern Afrikas, 1888).